# Vaksötét
A Vaksötét (eredeti cím: Don’t Breathe) 2016-ban bemutatott amerikai horror-thriller, melynek rendezője Fede Álvarez, forgatókönyvírója Alverez és Rodo Sayagues. A főszerepet Jane Levy, Dylan Minnette, Daniel Zovatto és Stephen Lang alakítja.
Az Amerikai Egyesült Államokban 2016. augusztus 26-án mutatta be a Stage 6 Films, Magyarországon egy nappal korábban, augusztus 25-én került a mozikba szinkronizálva az InterCom Zrt. forgalmazásában.
A történet középpontjában egy tizenéves baráti társaság áll, akik betörésekből szereznek maguknak némi pénzt. Amikor legújabb áldozatukhoz, egy vak férfihez betörnek a nagy zsákmány reményében, hamarosan csapdába esnek és szembesülniük kell azzal, hogy a ház pszichopata lakója kegyetlen macska-egér játékot játszik velük.

## Történet
A film kezdetekor látjuk, ahogy napfelkeltekor egy kihalt városrész utcáin egy férfi vonszol maga után egy sérült fiatal lányt.
A három bűnelkövető, Rocky (Jane Levy), Alex (Dylan Minnette) és Money (Daniel Zovatto) a válság-sújtotta, pusztulófélben lévő Detroit otthonaiba törnek be kulccsal, amit Alex az apja biztonsági cégének az eladási tételei közül szerzett titokban. Azonban az a személy (Raul), akinek Money eladja a lopott árukat, nem ajánl tisztességes árat neki, ami közel sem elég ahhoz, hogy finanszírozza Rocky vágyát; hogy el tudhasson menekülni Kaliforniába az ő Diddy (Emma Bercovici) nevezetű kishúgával a hanyag anyjuktól, Gingertől (Katia Bokor) és az ő alkoholista barátjától, Trevortól (Sergej Onopko). Hamarosan Money kap egy fülest, hogy a hadsereg egyik veteránja, az elhagyatott Detroit környékén él 300 000 dollár készpénzt tartva a házában; A pénze egy kárpótlás, amit a településén egy Cindy nevezetű gazdag fiatal nő adott neki, mert véletlen megölte a lányát, Rebeccát (Jane Graves) egy autóbalesetben.

Miután jól megfontolták a betörést, a trió találkozik az utcában a férfival, a háza előtt. Az autóban Alex észreveszi Rocky kezén a katicabogár tetoválását, és megkérdezi tőle, hogy miért pont egy bogarat tetováltatott magára, erre a lány elmondja, hogy egy múltjában történő incidens miatt, ahol az édesanyja bezárta őt az autójuk csomagtartójába és egy katicabogár, ami berepült volt az egyetlen, ami erőt adott neki. Ahogy észreveszik a férfit sétabottal mászkálni a kutyájával, rögtön rájönnek, hogy ő egy vak (Stephen Lang), akit gyorsan alá is becsülnek. Rövid tanakodás után (ismervén az áldozat fogyatékosságát) végül úgy döntenek, megcsinálják a betörést. Azonban a fiatalok azt nem is sejtik, hogy az öreg hallása és szaglása rendkívül kifinomult és jó. Hajnali 2 órakor a kis csapat úgy dönt, hogy elindulnak megcsinálni a "bulit". Benyugtatózzák a vak férfi kutyáját (Rottweiler) és átugranak a kerítés felett. A pincén keresztül próbálják kireteszelni az ajtót, de nem járnak sikerrel. Az összes ablak, kivéve a kis fürdőszobaablakot, le van zárva, rácsozva. Rocky betör a fürdőszobaablakon keresztül, az üvegszilánkokat szétszórva a padlón, majd a maga módján siet, hogy hatástalanítsa a riasztót, amire csak 30 másodperce van. Ezt követően lehetővé teszi a többiek számára a bemenetelt, majd a cipőjüket leveszik a küszöbnél és együttes erővel megkezdik keresni a szajrét, amire azt gyanítják, hogy az alagsorban van elrejtve. A folyamat során Money óvatosan bekúszik a férfi szobájába, ahol a tv-ben épp egy régi családi videó megy és gyorsan összekotyvasztja az altatógázt, amit alkalmaz is. Kint a folyóson találnak egy titokzatos ajtót, ami egy nagy csavarral és lakattal van lezárva. Úgy vélik, hogy ez az ajtó vezet le a pincébe. Miután sikerült a vakot elaltatni, Money mások tudta nélkül elővesz egy pisztolyt és úgy dönt, hogy szétlövi a csavart, ám Alexet megrémiszti az ötlet, hogy egy fegyveres betörés részese lehet, melyben a ház tulajdonosa akármikor lelőhetik az elkövetőket. Alex elhagyja az épületet, miközben Money az ajtóra lő. Amikor meghallja a fegyver hangját, a vak felébred és kisétál, hogy megtudja, ki van ott. Money, ekkor megpróbál tárgyalni a férfival, fenyegető lövést leadva felé, ha nem hagyja, hogy elvigyék, amiért jöttek, lelövi őt. A férfi lassan közelítve kihasználja Money nyugtalanságát és hirtelen mozdulattal elkapja és felnyomja a falra, azt kérdezve tőle, hogy rajta kívül még hányan vannak. Money azt hazudja, hogy csak egyedül van és könyörög neki, hogy engedje szabadon. A férfi váratlanul fejbe lövi a fiút. Rocky elszörnyed és összekuporodik sírva az egyik közeli szekrény sarkába. A vak belép a szekrénybe (Rocky jelenlétéről nem tudva) és a falon egy mozgatható csempét elmozdít, hogy ellenőrizze a biztonsági széfjét. Beüti a számkombináció kódját "2978" és megnézi, hogy a készpénz még mindig benne van-e.

Stephen Lang

Ezután kimegy és rögzíti a hátsó ajtót, miközben Alex visszaosont a házba, hogy megmentse Rocky-t. Rocky kifigyelte a számsort és ketten kinyitják a biztonsági széf ajtaját, és ellopják az összes készpénzt, ami a belsejében van, ám meglepődve tapasztalják, hogy több mint 1 millió dollár van benne. Ezután a kiutat tervezik emlékeztetve magukat, hogy az egyetlen kiút a pinceajtó, ami belülről van lezárva. Többször is sikerül észrevétlenül eliszkolniuk a ház tulajdonosa mellett, miközben ő Money hulláját zsákba rakja és a ház biztonságát ellenőrzi. Mikor megcsörren egyikük telefonja, a férfi már tudja, hogy még vannak idegenek a házában.
Sietve a pinceajtóhoz futnak, hogy elmenekülhessenek a vaktól, csak hogy amikor leérnek a létrán, meglepi őket egy megkötözött, felpeckelt szájú nő, Cindy (Törőcsik Franciska), aki egy házilag készített, kipárnázott cellában tartózkodik. A nő mutat nekik egy újságcikket, amelyben az áll, hogy Cindyt ártatlannak találták a bíróságon a vak ember lányának megölése miatt; Rocky és Alex ekkor jön rá, hogy Cindyt fogságban tartja a férfi. A biztonsági-széfben megtalálják (ugyanaz a kód, mint a másik széfnél) a kulcscsomót és kiszabadítják a lányt, ezt követően sietve elkezdik elhagyni a pincét. A pincelejárathoz érve, ahogy Alex kinyitja az ajtót, hirtelen megjelenik a vak ember és rájuk lő, ám vaktában tévedésből megöli Cindyt. Alex fülét csak súrolja az egyik golyó. Rocky és Alex kénytelen visszamenekülni a pincébe, miközben a vak ember feldühödött Cindy halála miatt. Lekapcsolja a villanyt, és ezt mondja: „Most azt látjátok, amit én!”. Egy kisebb macska-egérharcot követően, Alex összezörren a vak emberrel és gyorsan felszaladnak a pincelépcsőn a fény irányába. Megpróbálják bezárni a vak férfit a pincébe, csak egy újabb bökkenővel nem számoltak.
Alex és Rocky ahogy felér, látják hogy a kutya éber és ellenséges, ezért sietve felmennek a második emeletre, majd elbarikádozzák magukat. Alex megpróbálja figyelmeztetni a rendőrséget a lakásriasztót aktiválva a távirányítójával. El akarja nekik árulni, hogy a vakember emberrablást és gyilkosságot követett el, de Rocky elmondja, hogy nem lesznek képesek megtartani a pénzt, ha a rendőrség megtudja, hogy pontosan mi is történt valójában. Rocky megszökik a szoba szellőztetőrendszerében, miközben a vak ember és a kutya betörnek a szobába és megtámadják Alexet, aki kiesik az ablakon át egy tetőablakra. A vak ember rá lő egyet a tetőablakra, amitől Alex nagyot esik a földre, súlyos sebesülést szerezve. Alex elmenekül a mosókonyhába, de a vak ember észleli a jelenlétét, mivel hangosan lélegzik. Rövid harc kerekedik ki közöttük, majd a vak ember eszméletlenre veri Alexet és leszúrja Money holttestét (melyet korábban hozott oda) egy metszőollóval, melyre azt hiszi, hogy Alex teste.
Eközben a kutya követi Rockyt a szellőzőn keresztül, majd végül elfogja őt a vak ember. Amikor felébred a pincében, kiderül a vak embertől, hogy Cindy terhes volt tőle, az ő gyermekét várta. A bíróság felmentette Cindyt az emberölés vádja alól miután lefizette őket. Bevallja, hogy az ő kislányát szeretné visszaszerezni így és megígérte Cindynek, hogy 9 hónap után szabadon engedi, miután megszüli a babát. A vak férfi Rockyt vádolja, mert ha ők nem törnek be, akkor nem lőtte volna le véletlenül Cindyt és a magzatát. Azt mondja, hogy Rockynak kell átvennie Cindy helyét és szülnie kell neki egy gyereket, majd megígéri neki, hogy kilenc hónap múlva elengedi. A férfi úgy készült, hogy erőszakkal megtermékenyíti Rockyt egy bébi kémcsővel, a saját spermiumát alkalmazva, de Alex időben megérkezik és megtámadja őt egy kalapáccsal, majd lebilincselik őt.
Alex és Rocky megpróbálják elhagyni a házat a bejárati ajtón, de a vak ember egyszer csak kiszabadul a bilincs alól és hátba lövi Alexet, aki meghal. Rocky gyorsan kiszökik a szabadba, de a vak kutyája követi őt egészen a kocsijához. A kutya kordában tartja és nem engedi ki a lányt az autóból, végül csapdát állítva a csomagtartóban, Rocky csőbe tudja húzni a kutyát és bezárja az autóba, de a vak ember addigra megjelenik mögötte és visszahúzza a házba (legelső jelenet). Rocky észreveszi a halott Alexnál a riasztó távirányítóját és aktiválja a riasztóberendezést. A férfi a kifinomult hallása miatt megzavarodik a hangzavartól. Ezt követően egy feszítővassal szétveri a vakembert és végül lelöki őt a pincébe, majd Rocky a rendőrség megérkezte előtt elmenekül a pénzzel.
Rocky készül a húgával elhagyni Detroit-ot a Los Angelesi vonattal. Mielőtt felszállnának a vonatra, a lány meglátja a hírekben, miszerint a vak ember megvédte magát és megölt két behatolót (Alex és Money) a házában, valamint stabil állapotban fekszik a kórházban. A tények azt mutatják, hogy a vak ember nem tett feljelentést, mivel Rocky ellopta a pénzét, valószínűleg az emberrablás miatt a házában, mivel ő eltudná mondani a rendőrségnek. A film végén Rocky és Diddy elhagyják az indulási kaput.

## Szereplők
| Színész            | Szerep                         | Magyar hang    |
| ------------------ | ------------------------------ | -------------- |
| Jane Levy          | Rocky                          | Vadász Bea     |
| Stephen Lang       | A vak ember / Norman Nordstorm | Kőszegi Ákos   |
| Dylan Minnette     | Alex                           | Előd Álmos     |
| Daniel Zovatto     | Money                          | Gacsal Ádám    |
| Christian Zagia    | Raul                           | Dolmány Attila |
| Törőcsik Franciska | Cindy Roberts                  | saját hang     |
| Katia Bokor        | Ginger                         | Spilák Klára   |

## A film készítése
Fede Alvarez elárulta, hogy a film elkészítése bizonyos értelemben „válaszlépés” volt rendezői debütálásának számító 2013-as filmjére, a Gonosz halottra. Különösen azokra a kritikákra reagált, amelyek szerint a Gonosz halott túlságosan véres volt, a nézőközönség sokkolására apellált, valamint egy régebbi film remakeje. Ezzel ellentétben a Vaksötét eredeti történettel rendelkezik, kevesebb véres jelenetet tartalmaz és a sokkolás helyett a feszültségkeltésre helyezi a hangsúlyt. A rendező el akarta kerülni, hogy a film természetfeletti jelenségekkel dolgozzon, mert ezt túlságosan divatosnak érezte. A negatív főszereplő vakká tétele is tudatos lépés volt részéről; ezzel kapcsolatban – a filmes negatív főszereplőkre utalva – a következőket nyilatkozta: „Néha természetszerűen hatalmat adsz a kezükbe és fenyegetőbbé teszed őket az átlagembernél. Ezért úgy gondoltuk, megfordítjuk a dolgot, elvesszük a látását és egy vak személyt csinálunk belőle.”
A szereplőgárdához Daniel Zovatto – 2015. május 1-én, Dylan Minnette 2015. május 22-én csatlakozott, míg Jane Levy és Stephen Lang június 18-án. A film forgatása 2015. június 29-én kezdődött. Bár a Vaksötét jelentős része Detroitban játszódik, elsősorban Magyarországon forgatták; érdekesség, hogy egy magyar színésznő, Törőcsik Franciska is feltűnik a filmben. Alvarez úgy becsülte meg, hogy a film elkészítése feleannyiba fog kerülni, mint a Gonosz halott elkészítése, és ezt a tényt üdvözítőnek találta, mert így nagyobb mozgásteret kap a stúdiótól.

## Folytatás
2016 novemberében a rendező, producer, író Fede Alverez megerősítette, hogy lesz folytatása a filmnek, melynek középpontjában Stephen Lang karaktere lesz látható.

## Fogadtatás
A film nagyrészt pozitív kritikákat kapott a kritikusoktól. A Metacritic oldalán a film értékelése 71% a 100-ból, amely 38 véleményen alapul. A Rotten Tomatoeson a Vaksötét 87%-os minősítést kapott, 105 értékelés alapján. A film jelenleg világszerte 140,4 millió dolláros bevételnél tart.